# 列奇诺耶村委员会
列奇诺耶村委员会（俄语：Речновский сельсовет）是俄罗斯联邦阿斯特拉罕州哈拉巴利区所属的一个村委员会。其下辖有1个居民点，行政中心为列奇诺耶。据2015年统计，该村委员会的人口为889人。